# Pollaplonyx privus
Pollaplonyx privus är en skalbaggsart som beskrevs av Keith 2005. Pollaplonyx privus ingår i släktet Pollaplonyx och familjen Melolonthidae. Inga underarter finns listade i Catalogue of Life.